# Tuszyn (gmina)
Tuszyn (1925-54 gmina Kruszów) – gmina miejsko-wiejska w województwie łódzkim, w powiecie łódzkim wschodnim. W latach 1975–1998 gmina położona była w województwie piotrkowskim.
Siedziba gminy to Tuszyn.
Według danych z 31 grudnia 2007 gminę zamieszkiwało 11 649 osób. Natomiast według danych z 31 grudnia 2017 roku gminę zamieszkiwały 12 332 osoby. Oznacza to, że z biegiem lat liczba populacji w gminie stopniowo się zwiększa.

## Struktura powierzchni
Według danych z roku 2007 gmina Tuszyn ma obszar 129,90 km², w tym:
- użytki rolne: 61%
- użytki leśne: 22%

Gmina stanowi 25,99% powierzchni powiatu łódzkiego wschodniego.

## Demografia

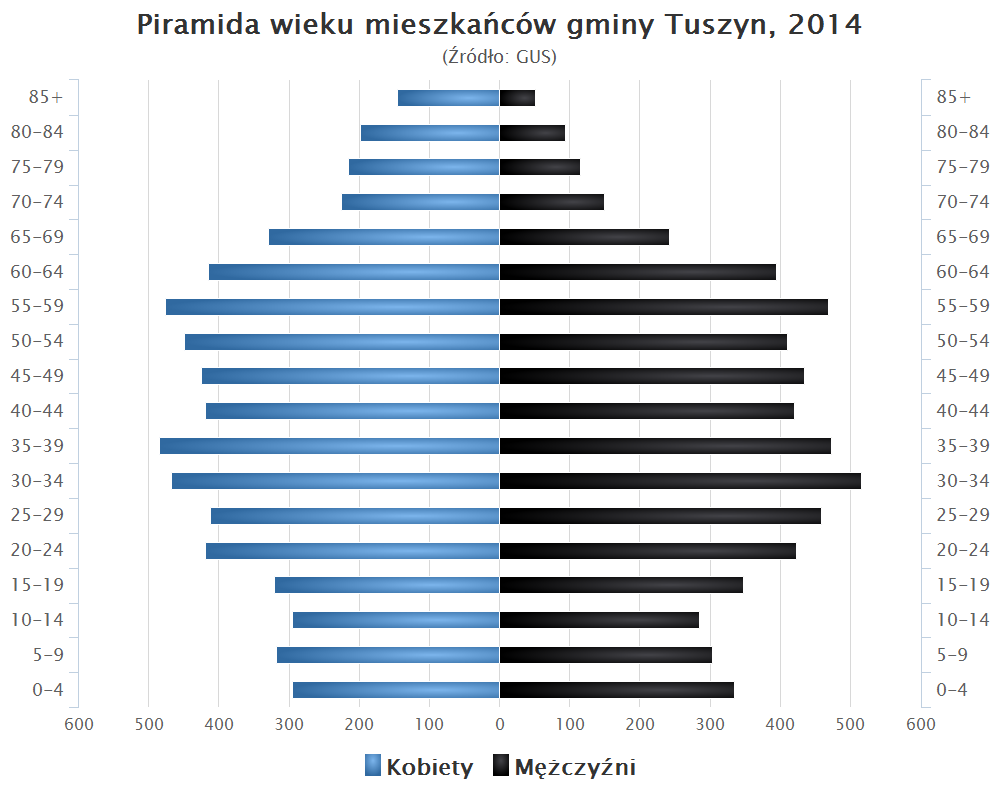
Piramida wieku mieszkańców gminy Tuszyn w 2014 roku

Dane z 31 grudnia 2017 roku.
| Opis                              | Ogółem | Ogółem | Kobiety | Kobiety | Mężczyźni | Mężczyźni |
| --------------------------------- | ------ | ------ | ------- | ------- | --------- | --------- |
| Jednostka                         | osób   | %      | osób    | %       | osób      | %         |
| Populacja                         | 12 332 | 100    | 6 376   | 51,7    | 5 956     | 48,3      |
| Gęstość zaludnienia [mieszk./km²] | 94     | 94     | 49      | 49      | 45        | 45        |

## Sołectwa
Bądzyń, Dylew, Garbów, Głuchów, Górki Duże, Górki Małe, Jutroszew, Kruszów, Mąkoszyn, Modlica, Rydzynki, Syski, Szczukwin, Tuszynek Majoracki, Wodzin Majoracki, Wodzin Prywatny, Wodzinek, Wola Kazubowa, Zofiówka, Żeromin.

## Pozostałe miejscowości
Garbówek, Gołygów, Józefów, Zagrody.

## Sąsiednie gminy
Brójce, Czarnocin, Dłutów, Grabica, Moszczenica, Pabianice, Rzgów